# Кедва (приток Ижмы)
Кедва — река в Республике Коми, левый приток реки Ижмы (бассейн Печоры).
Река образуется слиянием рек Белая и Чёрная Кедва. Устье реки находится в 202 км по левому берегу реки Ижма. Длина реки составляет 47 км (с Чёрной Кавдой — 224 км). Площадь водосборного бассейна — 3460 км².

## Данные водного реестра
По данным государственного водного реестра России относится к Двинско-Печорскому бассейновому округу, водохозяйственный участок реки — Печора от впадения реки Уса до водомерного поста Усть-Цильма, речной подбассейн реки — бассейны притоков Печоры ниже впадения Усы. Речной бассейн реки — Печора.
Код объекта в государственном водном реестре — 03050300112103000077063.